# 崔維·麥考伊
崔維·麥考伊（英语：Travie McCoy，1981年8月6日—），美國流行音樂歌手，擅長嘻哈饒舌音樂；屬於該類型音樂領域之創作歌手，不過，作品也有搖滾的元素。總體音樂特色為對節奏的精準掌控，並確實的拼貼不同領域音樂。
崔維·麥考伊本為Gym Class Heroes （页面存档备份，存于）樂團主唱，1999年岀道後，至2001年三年間獨立發行作品。後來被唱片公司簽約後，音樂跨入雷鬼和靈魂樂，之後與樂團都成為流行音樂注目焦點。2010年，他在該樂團空閑之際發行個人專輯，並獲得不錯的評價與銷售量。他也和歌手凱蒂·佩芮（Katy Perry）曾經有過一段感情。